# Ariel Durant
Ariel Durant (10 de maio, 1898 - outubro 25 de 1981)  foi uma pesquisadora e escritora americana nascida na Rússia. Ela foi a co-autora de A História da Civilização com seu marido, Will Durant. Eles receberam o Prêmio Pulitzer de Não-Ficção Geral.

## Biografia
Ariel Durant nasceu Chaya Kaufman em Proskurov, Império Russo (agora Khmelnytskyi, Ucrânia) filha de pais judeus Ethel Appel Kaufman e Joseph Kaufman. Ariel mais tarde passou por Ida. A família emigrou em 1900, viveu vários meses em Londres de 1900 a 1901 a caminho dos Estados Unidos, onde chegou em 1901. Ela tinha três irmãs mais velhas, Sarah, Mary e Flora, e três irmãos mais velhos, Harry, Maurice e Michael.  .
Ela conheceu seu futuro marido quando era estudante na Ferrer Modern School em Nova York. Ele era então professor na escola, mas renunciou ao cargo para se casar com Ariel, que tinha 15 anos na época do casamento, em 31 de outubro de 1913. O casamento aconteceu na prefeitura de Nova York, para onde ela patinou da casa de sua família no Harlem. O casal teve uma filha, Ethel Benvenuta Durant (1919-1986). e adotou um filho, o CAPT Louis Richard "Lipschultz" Durant (1917-2008) que era filho da irmã de Ariel, Flora Kaufman Lipschultz e de seu ex-marido, Joseph Bernard Lipschultz (divorciado em 1928. ) Louis morou na casa de Will e Ariel com sua mãe, Flora, quando ele era jovem.
Os Durants receberam o Prêmio Pulitzer de Não Ficção Geral em 1968 por Rousseau e a Revolução, o décimo volume de A História da Civilização. Em 1977, eles foram presenteados com a Medalha Presidencial da Liberdade de Gerald Ford, e Ariel foi eleita "Mulher do Ano" pela cidade de Los Angeles. Os Durants receberam o Golden Plate Award da American Academy of Achievement em 1976.
Os Durants morreram com duas semanas de diferença um do outro em 1981 e estão enterrados no cemitério Westwood Village Memorial Park, em Los Angeles, Califórnia. Ariel disse à filha de Ethel, Monica Mehill, que foram as diferenças que os fizeram crescer.